# Ralf Piorr

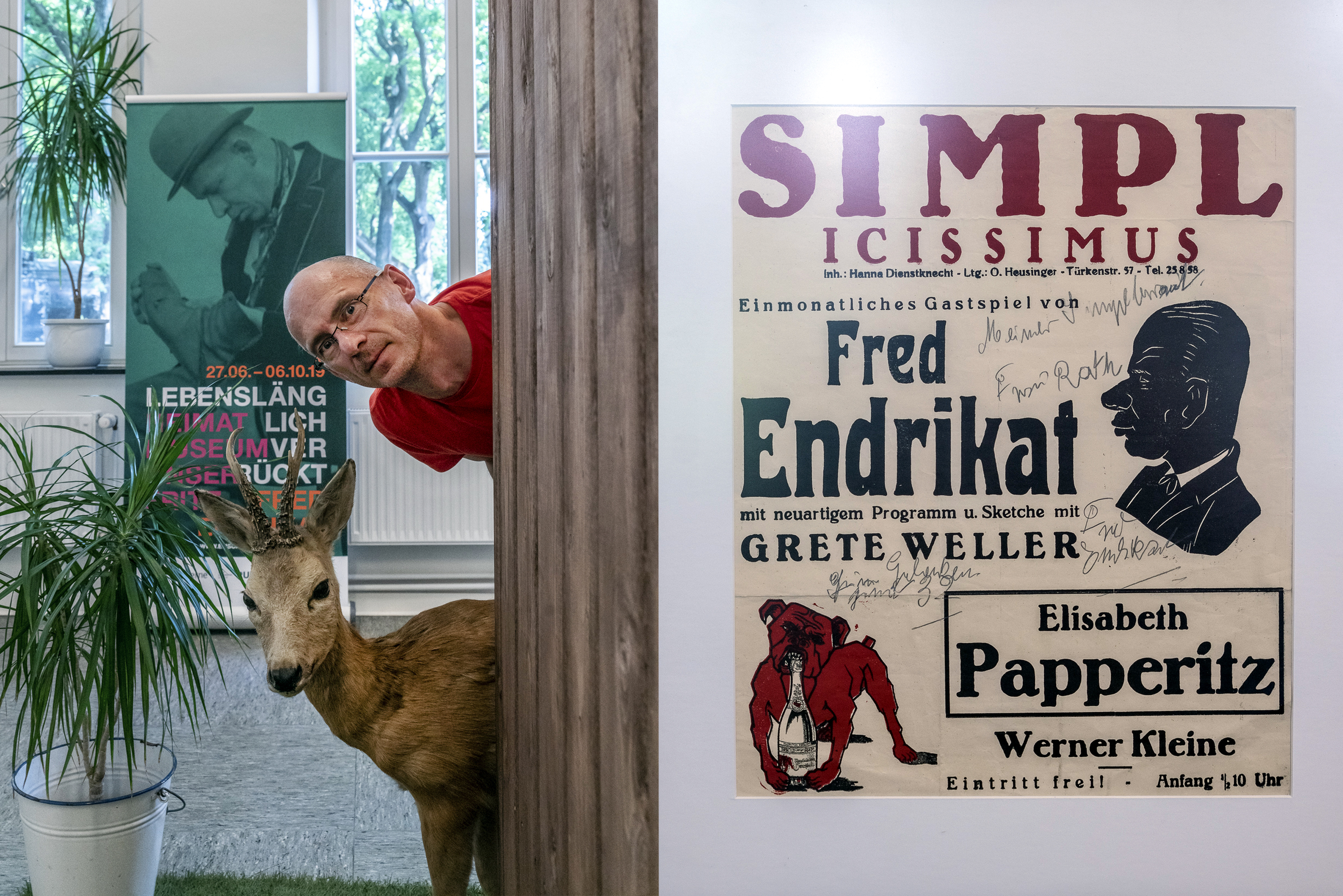
Ralf Piorr im Heimatmuseum Unser Fritz anlässlich der Eröffnung einer Ausstellung zum Kabarettisten Fred Endrikat, 2019 (Foto: Thomas Schmidt)

Ralf Piorr (* 1966 in Einbeck) ist ein deutscher Historiker und Publizist.

## Leben
Piorr siedelte 1987 aus Niedersachsen in das Ruhrgebiet über. Er studierte Geschichte und Soziologie an der Ruhr-Universität Bochum und schloss mit dem Magister Artium ab. Er besitzt eine (nicht mehr gültige) Fußball-Trainerlizenz der Stufe B und trainierte etliche Jahre Jugend- und Seniorenmannschaften. Seit 2003 ist er als freier Publizist und Autor tätig. Er ist Gründer des Fußball-Feuilletons Drei Ecken, ein Elfer – Beiträge zur Ballkultur in der Sportzeitung RevierSport. 2010 arbeitete Piorr an dem Kulturhauptstadtsprojekt SchachtZeichen mit und veröffentlichte das Fußball-Journal „HEIMSPIEL B1/“. Von 2010 bis 2013 war er Herausgeber der Edition RevierSport, einer Medienreihe im Klartext Verlag, die sich dem Besonderen des Fußballs im Ruhrgebiet verpflichtet hatte. Zum 50-jährigen Bestehen der Bundesliga veröffentlichte Piorr den voluminösen Band „Wir Kinder der Bundesliga. 50 Jahre Fußball erster Klasse an Rhein und Ruhr“. Aufgrund seiner publizistischen Arbeit zur Fußballgeschichte des Reviers wurde er 2021 im Sammelalbum „Pöhler, Typen, Zauberer! Eine Liebeserklärung an den Revier-Fußball“ mit einem Panini-Sammelbild geehrt. Von 2008 bis 2012 recherchierte der Historiker auch Beiträge für WDR-Fernsehdokumentationen, wie Auf Schicht: Ein Leben für den Stahl oder Es geschah in NRW: Der große Benzinbetrug, über Erhard Goldbach und das Unternehmen Goldin, (jeweils in Zusammenarbeit mit der Produktionsfirma taglichtmedia, Köln).
Von 2004 bis 2009 führte er das Projekt „Nahtstellen, fühlbar, hier“ zum Gedenken an die Opfer des Holocaust in Herne und Wanne-Eickel durch. Abschluss des Projekts war 2010 ein zentrales Mahnmal zur Erinnerung an die Opfer der Shoah in Herne und Wanne-Eickel. 2012 erschien das von ihm herausgegebene Buch über die Deportation von 800 Juden in die polnische Stadt Zamość im April 1942.
2010 gründete er mit der Layouterin Kerstin Rau (1967–2012) den Adhoc Verlag.
Seit Oktober 2012 arbeitet der Historiker für die Stadt Herne. Im Januar 2015 wurde die von ihm konzipierte Dauerausstellung zur Geschichte der Flottmann AG in den Flottmann-Hallen Herne eröffnet. Die Wiedereröffnung des Heimat- und Naturkunde-Museums Wanne-Eickel fand nach dreijähriger Umbauzeit unter dem neuen Namen Heimatmuseum Unser Fritz im April 2017 statt. Die stadtgeschichtliche Ausstellung, für die Piorr als Kurator verantwortlich war, stieß auf begeisterte Reaktionen. Bei einem deutschlandweiten Museums-Ranking des Verbraucherportals „Testberichte.de“ im Juni 2020 kam das Heimatmuseum Unser Fritz mit 4,6 Sternen (von möglichen 5,0) auf Rang 94. Ausgewertet wurden 640.000 Online-Rezensionen zu über 450 Museen.
Im Dezember 2017 veröffentlichte Piorr die von ihm gefundene biographische Erzählung eines Bergmanns „Die Männer von Luise“, in der schonungslos die Drastik des Ruhrbergbaus beschrieben wird. Gleichzeitig entstand auch einen Bühnenversion mit dem Schauspieler Till Beckmann und dem Musiker Christian Donovan, die bei ihrer Premiere im Februar 2018 im Literaturhaus Herne Ruhr mit Standing Ovations gefeiert wurde.
Im November 2020 erschien nach fast vier Jahren Recherche- und Schreibarbeit das Buch 1933. Der Weg in die Diktatur in Herne und Wanne-Eickel im Adhoc Verlag. In der Chronik wird mit einer vielstimmigen Collage von sozialen, kulturellen, wirtschaftlichen und politischen Geschehnissen detailliert dargestellt, wie die Machtaneignung der Nationalsozialisten in den beiden Bergarbeiterstädten des Reviers vonstattenging. Im März 2023 erschien seine biografische Würdigung der SPD-Politikerin Berta Schulz, die von 1920 bis 1933 das südliche Ruhrgebiet im Deutschen Reichstag vertreten hat. Schulz gehörte zu den 94 Reichstagsabgeordneten der SPD, die am 23. März 1933 gegen das Ermächtigungsgesetz gestimmt haben. Im Mai 2025 veröffentlichte er unter dem Titel "Staatsdiener" die Arbeitsbiografie des ehemaligen Herner Oberstadtdirektors Hermann Meyerhoff, der als höherer Kommunalbeamter ohne erkennbare Brüche drei politische Systeme (inklusive des NS-Staates) durchlaufen hatte. Zu dieser Biografie verfasste der Schauspieler und Schriftsteller Joachim Meyerhoff, der Enkel von Hermann Meyerhoff, ein Nachwort. Ralf Piorr engagiert sich für die Einrichtung eines Erinnerungs- und Geschichtsorts im ehemaligen Polizeiamt Herne.
Für seine Bücher erhielt Ralf Piorr zahlreiche Preise. 2014 wurde das Buch „Vor Ort“ vom „Forum Geschichtskultur an Ruhr und Emscher“ mit dem Sonderpreis Bergbau ausgezeichnet. Beim Nachfolgewettbewerb „Hau rein! Bergbau im Ruhrgebiet. Alltag. Wissen. Wandel“ wurden im April 2018 „Die Männer von Luise“ und „HERNE 50/80. FOTOGRAFIE“ prämiert. In der Laudatio zum Fotoband heißt es: „Eine sehr gute professionelle Arbeit, die gut recherchiert und mit historischem und fotografischem Sachverstand sicherlich einer der Höhepunkte im Fotogeschehen im Ruhrgebiet darstellt.“
Für die Recherche-Arbeit des deutsch-amerikanischen Dokumentarfilms „Jesse Owens“ wurde Ralf Piorr 2013 in der Kategorie „Outstanding Research“ mit einem Emmy ausgezeichnet.
Ralf Piorr lebt in Herne.

## Schriften
- Staatsdiener. Der höhere Verwaltungsbeamte Hermann Meyerhoff zwischen Weimarer Republik, Nationalsozialismus und Bundesrepublik. (Autor) Adhoc Verlag, Herne 2025, ISBN 978-3-9826521-0-8
- Berta Schulz. Von der Wäscherin zur Reichstagsabgeordneten der SPD. (Autor). Adhoc Verlag, Herne 2023, ISBN 978-3-9814087-9-9
- Immer wieder aufstehn. Die neue Stadt Herne 1980 - 1989. (Herausgeber + Autor). Adhoc Verlag, Herne 2022, ISBN 978-3-981408782
- jazzwanne. Geschichte, Movement und urbane Kunst. (Herausgeber + Autor). Adhoc Verlag, Herne 2021, ISBN 978-3-981408775
- 1933. Der Weg in die Diktatur in Herne und Wanne-Eickel. (Autor). Adhoc Verlag, Herne 2020, ISBN 978-3-9814087-6-8.
- Albert Kelterbaum, Westfalenstraße 36, Bergmann. Katalog. (Herausgeber). Adhoc Verlag Herne 2019, ISBN 978-3-9814087-5-1
- Die Männer von Luise. Erzählung eines unbekannten Bergmanns. (Herausgeber). Klartext Verlag, Essen 2017, ISBN 978-3-8375-182-83
- Herne 50/80 Fotografie. (Herausgeber mit Thomas Schmidt). Adhoc Verlag, Herne 2017, ISBN 978-3-9814-087-44
- Heimspiel. Zur Geschichte des Fußballs in Herne und Wanne-Eickel. (Herausgeber, Autor). Adhoc Verlag, Herne 2015, ISBN 978-3-9814087-3-7
- Flottmann. Eine Geschichte des Reviers. (Herausgeber, Autor). Klartext Verlag, Essen 2015, ISBN 978-3-8375-1229-8
- Als Fußball und Maloche noch Brüder waren. Eine Festschrift zu Ehren von Hans Tilkowski. (Autor) Stadt Herne, Herne 2015 (limitierte Auflage)
- Herne und Wanne-Eickel 1933-1945. Ein historischer Reiseführer. (Herausgeber). Adhoc Verlag, Herne 2013, ISBN 978-3-8375-0933-5
- „Wir Kinder der Bundesliga. 50 Jahre Fußball erster Klasse an Rhein und Ruhr“. (Herausgeber mit Heiko Buschmann und Ulrich Homann). Klartext Verlag 2013, Essen 2013, ISBN 978-3-8375-0999-1.
- Ohne Rückkehr. Die Deportation der Juden aus dem Regierungsbezirk Arnsberg nach Zamość im April 1942. (Herausgeber). Klartext Verlag, Essen 2012, ISBN 978-3-8375-0333-3.
- "Der Komet des Westens. Die Geschichte des SV Sodingen". Adhoc Verlag, Herne 2012, ISBN 978-3-9814087-1-3.
- Dirk Graalmann (Hrsg.): Schwarz. Gelb. Intensiv. Borussia Dortmund – Deutscher Fußballmeister 2011. Klartext Verlag, Essen 2011, ISBN 978-3-8375-0561-0 (Konzeption historischer Teil)
- Vor Ort. Geschichte und Bedeutung des Bergbaus in Herne und Wanne-Eickel. Adhoc Verlag, Herne 2010, ISBN 978-3-9814087-0-6.
- Fußballtage im Westen. Die Oberliga West 1947–1963 im Bild. Klartext Verlag, 2. Auflage. Essen 2010, ISBN 978-3-89861-928-8.
- 100 Jahre KSV Witten 07: „Kernig, kunstvoll, kraftvoll, kühn“. (Herausgeber). Klartext Verlag, Essen 2007, ISBN 978-3-89861-819-9.
- Schalker Legenden. (Herausgeber, mit Charly Rinne). Beluga New Media, Herten 2006, ISBN 3-938152-02-8.
- Der Pott ist rund. Das Lexikon des Revier-Fußballs, Band 2: Die Vereine. (Herausgeber). Klartext Verlag, Essen 2006, ISBN 3-89861-356-9.
- Der Pott ist rund. Das Lexikon des Revier-Fußballs, Band 1: Die Chronik 1945 bis 2005. (Herausgeber). Klartext Verlag, Essen 2005, ISBN 3-89861-358-5.
- Viel mehr als nur ein Spiel. 100 Jahre SC Westfalia 04 Herne, 1904–2004. (Herausgeber). Frisch-Texte-Verlag, Herne 2004, ISBN 3-933059-38-0.
- „Nahtstellen, fühlbar, hier...“. Zur Geschichte der Juden in Herne und Wanne-Eickel. Klartext Verlag, Essen 2002, ISBN 3-89861-101-9.
- Wo das Fussballherz schlägt. Fußball-Land Nordrhein-Westfalen. (Herausgeber, mit Stefan Goch), Klartext Verlag, Essen 2006, ISBN 3-89861-348-8.
- Eine Reise ins Unbekannte. Ein Lesebuch zur Migrationsgeschichte in Herne und Wanne-Eickel. (Herausgeber, unter Mitarbeit von Frank Braßel und Michael Clarke). Klartext Verlag, Essen 1998, ISBN 3-88474-687-1.